# Peucolao

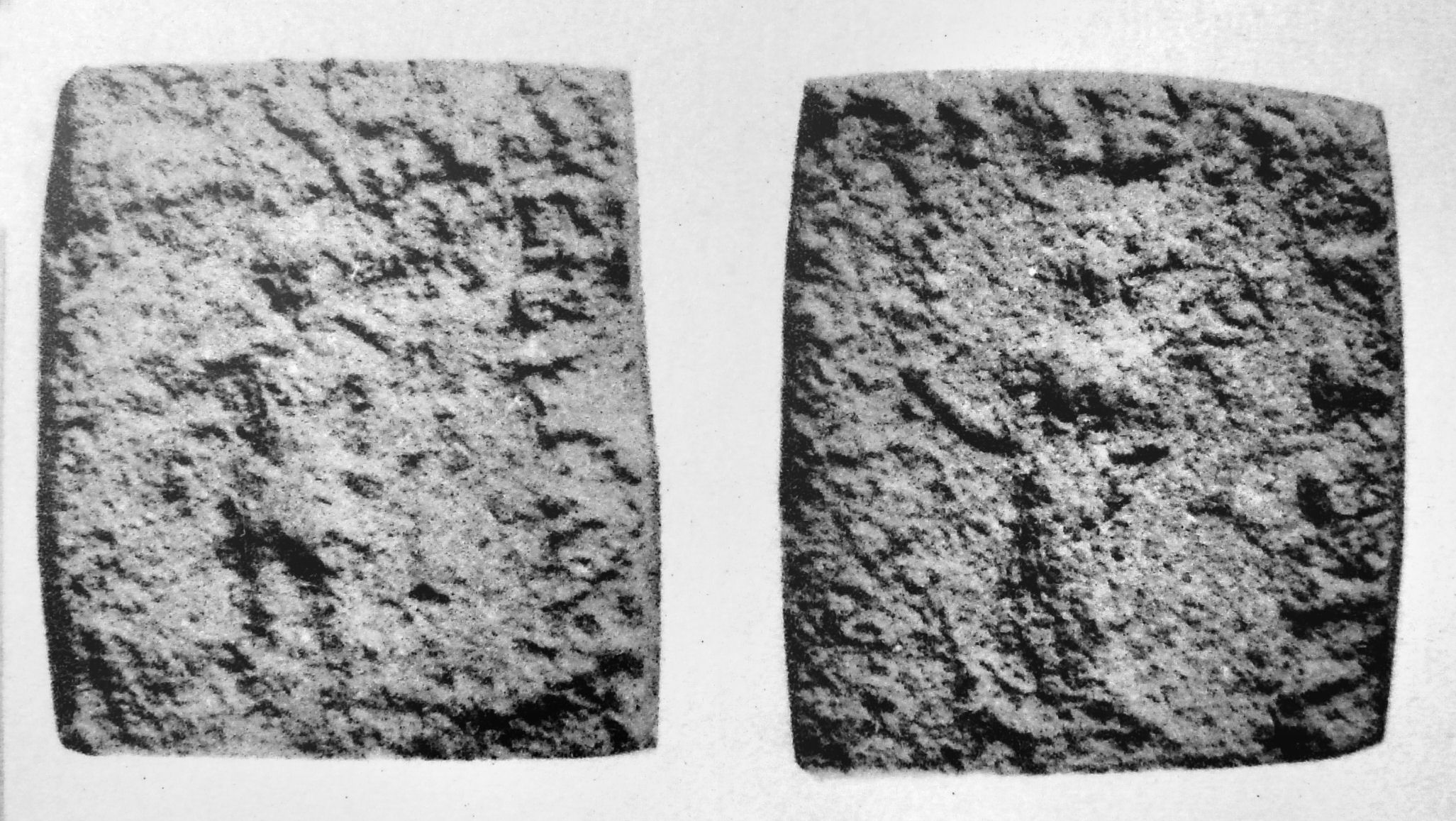
Moneda de Peucolao.

Peucolaus Soter Dikaios (Griego: Πευκόλαος ὁ Σωτήρ, ὁ Δίκαιος; los epítetos significan respectivamente, el Salvador, el Justo) fue un rey indogriego que gobernó en el área de Gandhara c. 90 a. C. Su reinado fue probablemente corto e insignificante, ya que dejó solo unas cuantas monedas, pero las relaciones de los últimos reyes indogriegos permanecen oscuros en gran parte.
Su nombra podría ser interpretado como "El hombre de Pushkalavati", una importante ciudad griega al este de Kabul.

## Monedas de Peucolao
Peucolao acuñó pocas monedas indias de plata estándares, de anverso su efigie con diadema, y reverso de Zeus sedente, que se parecen al reverso de los reyes contemporáneos Heliocles II y Arquebio. El último reacuñó dos monedas de Peucolao.
También emitió bronces bilingües, con Artemisa y una mujer coronada con una rama de palma, quizás una diosa de la ciudad, o una personificación de Tique, la deidad para la buena suerte.